# The Yards
The Yards är en thriller med Mark Wahlberg, James Caan, Joaquin Phoenix och Charlize Theron, skriven och regisserad av James Gray. Filmen spelades in sommaren 1998 och var tänkt att släppas 1999, men på grund av studioförseningar dröjde släppet till hösten 2000.

## Rollista
| Mark Wahlberg   | – Leo Handler      |
| Joaquin Phoenix | – Willie Gutierrez |
| Charlize Theron | – Erica Soltz      |
| James Caan      | – Frank Olchin     |
| Ellen Burstyn   | – Val Handler      |
| Faye Dunaway    | – Kitty Olchin     |
| Steve Lawrence  | – Arthur Mydanick  |
| Andy Davoli     | – Raymond Price    |
| Tony Musante    | – Seymour Korman   |
| Victor Argo     | – Paul Lazarides   |
| Tomas Milian    | – Manuel Sequiera  |
| Robert Montano  | – Hector Gallardo  |
| Victor Arnold   | – Albert Granada   |
| Chad Aaron      | – Bernard Soltz    |
| Louis Guss      | – Nathan Grodner   |